# トリオ・トウケアット
トリオ・トウケアット（Trio Töykeät）は、フィンランドのジャズ・トリオ。1988年結成。おどけたラグタイム風から落ち着いたバラード風のものまで様々な曲調を、高度なテクニックを駆使して演奏するのが特徴。バンド名はフィンランド語で「野卑な」「ぶっきらぼうな」などの意味。
2008年、解散。

## メンバー
- イーロ・ランタラ（Iiro Rantala）: ピアノ
- ラミ・エスケリネン（Rami Eskelinen）: ドラム
- エーリック・シーカサーリ（Eerik Siikasaari）: コントラバス

## ディスコグラフィ

### アルバム
- Päivää (1990年)
- G'day (1993年) ※上記アルバムの国際盤
- Jazzlantis (1995年)
- Rappiolla (1997年)
- Sisu (1997年)
- 『キューダス』 - Kudos (2000年)
- Music! (2002年)
- 『ハイ・スタンダーズ』 - High Standards (2003年)
- Wake (2005年)
- One Night in Tampere (2007年)